# Эндирей
Эндире́й (Эндери, кум. Эндирей) — село в Хасавюртовском районе Республики Дагестан. Образует муниципальное образование «село Эндирей», со статусом сельского поселения как единственный населённый пункт в его составе. Один из крупнейших и древнейших населённых пунктов на территории Кумыкской плоскости и в Дагестане. Один из исторических центров кумыков. В период XVI—XVIII веков являлся одним из крупнейших городов на Северо-Восточном Кавказе, а так же столицей Эндиреевского ханства.

## География
Село расположено на правом берегу реки Акташ, в 2 км к юго-востоку от районного центра — города Хасавюрт и в 70 км к северо-западу от Махачкалы.
Ближайшие населённые пункты: на северо-востоке — село Тотурбийкала, на северо-западе — сёла Новочуртах и Карланюрт, на юге — село Дылым, на юго-востоке — сёла Гостала и Инчха, на юго-западе — сёла Ленинаул и Калининаул, на востоке — село Бавтугай, на западе — село Новокули.

## История

### Ранний период

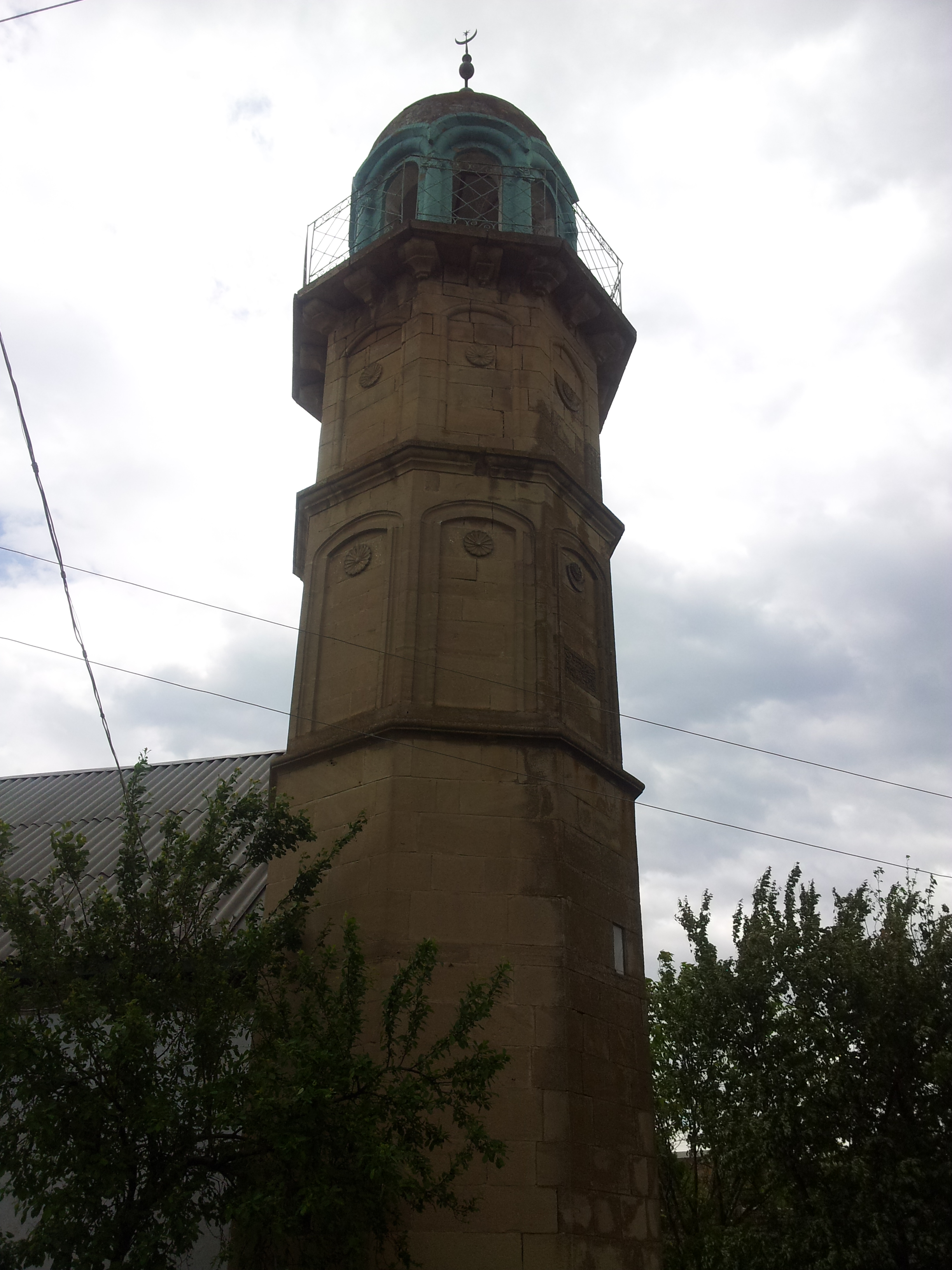
Минарет центральной мечети села

Ранняя история Эндирея связана с хазарским периодом. По основанному на археологических и письменных источниках мнению дагестанского историка Р. М. Магомедова, Эндирей существовал «ещё во времена хазарского владычества». Немецкий путешественник Якоб Райнеггс в конце XVIII в. писал, что Эндирей известен на протяжении 1200 лет.
В двух километрах к северу от нынешнего расположения села было обнаружено крупное городище, которое было отнесено археологами к хазарскому периоду. Выдающийся хазаровед М. И. Артамонов склонялся к тому, что исходя из созвучия название аула Эндери «можно принять за единственный пока реальный остаток древней хазарской столицы Семендера». Еще ранее мнение это высказалось Б. Малачихановым, а также было поддержано Г. С. Федоровым. Высказывается предположение, что близ современного Эндирея находилась одна из хазарских столиц — Беленджер.
Автор исторического сочинения «Тарихи Эндирей» Адильгирей Исмаилов утверждал, что в древности Эндирей носил название Балх, который опозновался известным хазароведом М. Г. Магомедовым как раннесредневековый хазарский город Вабандар. По кумыкским преданиям Эндирей также назывался Балхом, известным как один из городов периода хазар и булгар.

### Средние века
В XV веке Эндирей являлся одним из крупнейших центров производства высокохудожественной керамики на Северном Кавказе. Здесь производили так называемые «индирские блюда», являвшие собой яркий пример парадной, репрезентативной посуды. Отдельные блюда, также идентифицируемые как «индирские», датируются «домонгольской» эпохой, что свидетельствует о непрерывности культурной традиции в городе.

### Новое время
В конце XVI века Эндирей становится столицей феодального образования Эндиреевский бийлик, основателем и первым правителем которого явился Султан-Махмут Тарковский. При Султан-Махмуте город превратился в один из центров Северного Кавказа. В середине XVII в. Эндиреевское владение пережило период своего расцвета, в этот период ему подчинялись Салатавия, чеченские общества, и, по архивным данным, обнародованным чеченским историком Я. З. Ахмадовым, князья Малой Кабарды. В те годы здесь нашли приют от совместной российско-кабардинской экспансии немало кабардинских и балкарских князей и узденей, бежавших сюда от князей Идаровых-Черкасских. Среди них, например, князь Дударук Кануков, сыновья князя Янсоха Кайтукина Эльмурза и Урусхан, князь Алегуко, совершавший отсюда набеги на владения потомков Темрюка в Кабарде (там же), карачаево-балкарские аристократы Баммат-Аджи и Умар-Аджи.

Также в этот период известными на Кавказе становятся Эндиреевские медресе:
«Если горский мулла или эфенди заканчивал курс обучения в Эндерийском медресе, то это было вполне достаточной аттестацией о высоком уровне его подготовки в области арабистики и знания основ ислама»
15—17 мая 1638 года в Эндирее произошло редкое для Северного Кавказа событие. Между кумыкским шамхалом Айдемиром, сыном Солтан-Махмуда, с одной стороны, и послами голштинского герцога Фридриха III Филиппом Крузенштерном и Отто Брюггеманом с другой, был заключён договор о долгосрочном экономическом сотрудничестве Кумыкии и Голштинии. Договор оформил секретарь посольства Адам Олеарий.
В документе середины XVII века упоминаются Бораганские степи по Акташу, куда отступил Казан-Алп, сын Солтан-Мута, под нажимом Сурхай-Шамхала Тарковского. Вероятно, что тогда название Эндирей окончательно закрепилось за нынешним поселением.
Эндирей считался большим городом, культурную традицию которого высоко оценивал посетивший его в XVII веке турецкий историк Эвлия Челеби. В 1666 году он характеризует Эндирей как древний город и одну из столиц дагестанского правителя— шамхала кумыкского («стольный город падишаха Дагестана»). Первоначальный Старый Эндирей, по данным Эвлии Челеби, располагался на Койсу, то есть на Сулаке. Чуть позднее он же сообщает о расположении Эндирея на берегу реки Акташ, то есть на нынешнем месте. Титул правителя города — «уллу-бей-хан» (с кумыкского — великий-князь-хан). Население города и его окрестностей Челеби назвал «племенем кумык». Позади города им была отмечена «крепость Эндери».
В бывшей столице шамхальства, по сообщению Челеби, было похоронено 47 шамхал-ханов, в частности Мутемадуддин и Такиуддин-Хан. Кроме этого, он сообщил о находившихся здесь могилах «святых Аллаха великих Эль-Хаджи Джема, Хаджи Ясави-Султана, Хаджи-Абдуллы Ташкенди». Турецкий историк также отмечает, что в Эндирее имелось 27 мечетей, из них 7 джума-мечетей, 3 медресе, 7 начальных школ.
В середине и второй половине XVII века город оказался передовым рубежом обороны от калмыкских нашествий. 4 января 1644 калмыкская армия безуспешно атаковала русскую Терскую крепость, в тот же день отошла от неё, переправилась через Терек на южную его сторону. Здесь калмыки двинулись на Брагуны, однако, наткнувшись на кочевья мурзы Больших Ногаев Карасаина Иштерекова, напали на них и «погромили». Другие ногайские мурзы, Янмамет и Куденет, укрылись в Эндирее. Под Эндиреем отряд Даян-Ерки принял бой с ногайцами и эндиреевцами и «потравяся» (повоевав), отошел в междуречье Терека и Аксая. Около 20 января 1644 г. калмыки переправились на левый берег Терека и ушли в Поволжье.
В конце XVII века между эндиреевскими и брагунскими князьями происходили междоусобицы, что привело к усилению их соперников в регионе, особенно гребенцев и чеченцев. Гребенцы поддерживали в усобице брагунских, а чеченцы — эндиреевских князей. В итоге победу одержала эндиреевско-чеченская коалиция. Гребенцы были вытеснены на северный берег Терека, за речной рубеж, а по южному берегу стали расселяться подконтрольные Эндирею чеченские аулы. Брагунское владение же в очередной раз подпало под эгиду эндиреевского уллубия.
В XVIII веке ‒ начале XIX века в Эндери располагался один из крупнейших невольничьих рынков Северо-Восточного Кавказа. Рабы отсюда поставлялись в том числе в Персию и Турцию.

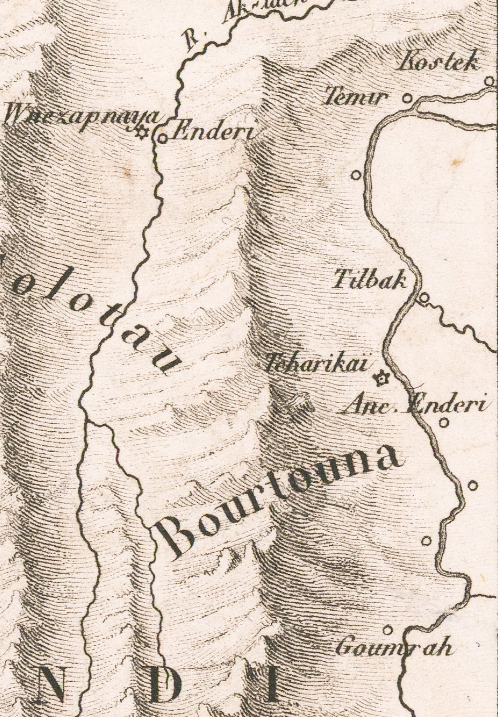
Старый Эндирей на карте Юлиуса Клапрота, 1823 г.

Эндиреевские владетели Айдемир Хамзин и Чопан-Шавкал доставляли немало хлопот царской администрации на Тереке. Так, в 1719 году они разорили немало казачьих поселений и угрожали самому Терскому городку. Астраханский губернатор Артемий Волынский в своем отчёте в Санкт-Петербург назвал их действия «открытой войной». Организовав карательную экспедицию, он вторгся в их владения во главе двух пехотных батальонов, трёх рот драгун и тысячи донских казаков. Одержав успех в паре стычек, он повернул назад и, отчитываясь царю о своём «триумфе», среди прочего прихвастнул, что для будущего завоевания Кумыкии и прочих земель хватит 10 пехотных батальонов и 4 кавалерийских полков. Царь поверил ему, и это доверие дорого затем обошлось его драгунам, большое число которых было убито под Эндиреем во время Каспийского похода. В их гибели Пётр обвинил Волынского, который оправдывался: «…город Эндери явился многолюднее, нежели я доносил». Губернатора от опалы спасло лишь заступничество жены Петра Екатерины, а также тот факт, что всё же, отправив подмогу своим войскам на эндиреевском фронте, вскоре «государь (Пётр I) получил от генерала Ветерани приятное известие, что тот изрубил корпус из 6 тысяч человек провинции Андреева (Эндирей), сжег их главный город (Эндирей), опустошил целую провинцию (ныне Хасав-Юртовский, Казбековский, Новолакский районы Дагестана). Всех жителей, которых он мог взять, старого и молодого, обоих полов, в числе многих тысяч, он отправил в Астрахань под прикрытием 5 тысяч казаков и 15 тысяч калмыков…».
После заключения Гюлистанского мира (1813 год) в Северную Кумыкию были введены части русской армии. В 1819 году для контроля над жителями Эндирея по приказу А. П. Ермолова на левом берегу реки Акташ была построена крепость Внезапная.
25 февраля 1826 года в Эндирее произошло сильное землетрясение, нанёсшее серьёзные повреждения жилым домам и крепости Внезапной. В 1830 году землетрясение повторилось, разрушилось 100 домов.
В начале 1860 году император Александр II утвердил территориальное деление территории Северного Кавказа, образованы Ставропольская губерния, Кубанская, Терская и Дагестанская области. Левое крыло Кавказской линии было переименовано в Терскую область. Из кумыкских владений был образован Кумыкский округ с центром в крепости Хасавюрт в составе Терской области. В 1862 году утверждено положение об управлении Терской областью, при этом Кумыкский округ разделён на 3 участка. Центром Андреевского участка, самого населённого, определён аул Эндирей (деревня Андреева).
В 1869 году Кумыкский округ вместе с Нагорным округом был объединен в один Хасав-Юртовский округ. Деление на участки сохранилось.
В 1914 году округ был поделен на два участка.

### В войнах с Россией
Впервые Эндирей пострадал от царских войск в 1591 году. В результате тяжелых боев воевода Засекин взял и сжег город. В 1593 году с ожесточенными боями воевода Хворостинин взял Эндирей и Тарки. Весной 1604 отрядвоевод Бутурлина и Плещеева занял Эндирей, но затем был уничтожен войском Султан-Махмута Эндиреевского в Битве на Караманском поле, что ослабило экспансию Российского царства на более чем век. В 1614 терский воевода Головин совершил очередной поход на Эндирей. В 1686 году калмыки совершили поход на Эндирей, потерпели поражение, и просили помощи против эндирейцев у Москвы, в чем им было отказано.
Во время Персидского похода Петра I, спустя более чем век, в 1722 после Сражения при Эндирее селение было сново сожжено.
В 1785 году в селении нашел приют лидер движения против России шейх Мансур.

В период начала Кавказской войны, Эндирей стал одним из первых селений, подвергавшихся «усмирению». Для контроля над эндирейцами в 1819 строится крепость Внезапная. В определенные период фронт войны проходит через само селение:
Кази-мулла, стремясь удержать при себе кумыков, измыслил для этого весьма странный прием: уничтожать их аулы, чтобы, лишив жилищ, принудить поселиться в горах. 24-го июля он, в виду наших войск, произвел первый опыт на деревне Андреевой и испепелил третью часть этого громадного населенного пункта. Князь Бекович в это время сжигал хлеб кумыков на покатостях гор и увидел пожар только тогда, когда, повернув обратно, прибыл на реку Акташ и тронулся к переправе. Конечно, никакой помощи Андреевой он оказать не мог — что крайне возмутило генерала Емануеля, который выразил ему свое неудовольствие в довольно жестком упреке, последовавшем уже не в первый раз. Он велел ему немедленно возвратиться к Внезапной и оберегать д. Андрееву, как важнейший пункт, от которого зависит покорность кумыков. Вследствие этого, вторая колонна, 25-го числа, тотчас по получении этого приказания, повернула обратно и в полночь прибыла на место своего прежнего лагеря. По поводу этого обстоятельства между кн. Бековичем и генералом Емануелем возникло крупное пререкание, при котором, как бывает обыкновенно, личные счеты пошли в ущерб делу. Князь Бекович доносил, что не имеет возможности отстаивать Андрееву на ее трехверстном протяжении, не занимая ее войсками к стороне неприятеля, и «одною военного хитростью» спасать ее не может.
В 1825 году эндирейцы снова призывают соседние горские общества помочь в сопротивлении царю. Выходцами из селения являлись второй человек имамата Шамиля Ташав-Хаджи и близкий сподвижник Шамиля Идрис Эндиреевский.

### Новейшая история
22 ноября 1928 года 4 сессией ЦИК ДАССР 6 созыва принимается новый проект районирования республики. На его основе было принято постановление о разукрупнении округов и районов и образовании 26 кантонов и 2 подкантонов. Хасавюртовский кантон был образован на части территории бывшего Хасавюртовского округа, переданного в состав ДАССР из Терской области в 1921 году. По новому районированию кантон состоял из 18 сельских советов, в том числе и Андрейаульский (Андрейаул, Абдель-отар, Аджаматовка, Гоксув, Шавхал).

## Письменные свидетельства об Эндирее в XVIII—XX веков

### Российские военные и политические деятели
А. М. Буцковский писал

Главное кумыков селение Ендери /русскими Андреевскою называемое/, на правом берегу Агташа, при выходе сей реки из гор, заключает в себе до 1500 домов и положением своим на полугоре отличной представляет вид. В нём несколько каменных мечетей, а все почти княжеские дома окружены каменными оградами с оборонительными башнями. Селение сие, будучи заключено между рекою Агташом и двумя утесистыми ручейками, Ачи и Чумлы, с четвёртой же стороны высокими горами, упорную может сделать оборону. А ещё более гордятся андреевцы иметь природную твердыню, в коей себя непобедимыми почитают, испытав сие несколько раз при неприязненных на них нападениях от соседственных горцев.

Из рапортов военных комендантов:

«Из реченной де Аксайской деревни ездил я в Качкалыки и тамошним жителям объявлял: для чего они из оных Качкалык переселяютца без указу в Андрееву деревню? На что де оные жители объявили мне: мы де не для иного чего переходим в Андреевскую деревню, но для де того, что прежде сего наше жилище было во оной Андреевской деревне, а оттуда де мы вышли в бывшее в реченной Андреевской деревне моровое поветрие, и хотя де оное наше переселение в Андреевскую дер. противно будет е. и. в. указам, и за то де, хотя и разорить нас е. и. в. повелит, то мы де, ежели мочи нашей не будет, уйдем де в горы. А уже из оных Качкалык владельцы Темир и Бамат и с подданными их людьми в Андреевскую деревню переселились, а и достальные качкалыковские жители все начали в Андреевской деревне дворы строить.»
— 1746 г. мая 7. — Объявление посланца Якупа Тюкаева кизлярскому коменданту кн. В. Е. Оболенскому о причинах переселений качкалыковцев в дер. Андреевскую, о готовящемся нападении шаха на Дагестан и др. www.vostlit.info. Дата обращения: 30 июля 2020.
Русский военный историк Платон Зубов писал:

«На правом фланг сей линии есть отдельная кр. Налчик, в земле большой Кабарды, а на левомъ также отдельные крепости: Внезапная и
Эндери в земл Чеченской».

В воспоминания военногого:

«Подле самой крепости, и также на равнине, размещался большой аул Эндрени, получивший у русских название деревни Андреевой, — вероятно по созвучию с чеченским именем этого селения, — он издавна находился под покровительством русского правительства и населен был вышедшими из гор чеченцами, которые содержали кордоны у подножия гор и нередко доставляли нашим властям весьма важные сведения о сборах и намерениях горцев.»
В 1804 году коментант Ахвердов писал, что в Эндирее «старшим владельцем являлся Али Солтан Казаналипов, что в селе этом проживало до тысячи семей, а душ мужеска пола вооруженных могут собраться до трех тысяч человек; со всеми же окружными около оной деревнями могут собраться воору женных до шести тысяч человек» «пяти фамилиям владелыдов андреевских: Казаналиповым, Темировым, Алишевым, Айдемировым, Муртузали Аджиевым».

### Путешественники
В XVII в. Эвлия Челеби в своей Книге путешествий писал:
Летописцы Ирана называют их «племенем кумык». А позади города Эндери находилась крепость Эндери..
К западу от этого города — земля черкесов Таустан. Избранные кумыкского народа селятся к северу от этого города, до самого берега Каспийского моря..
А [владения] кумыков непосредственно граничат с этой крепостью Демир-капу, между ними нет больше никаких нахие. И хан этого города Эндери является могущественным правителем с титулом улу-бей. Одним из семи ханов, подчиненных падишаху Дагестана, является этот хан Эндери: он распоряжается десятью тысячами воинов. Когда падишах отсутствует, правит хан. Власть его престола распространяется на двадцать нахие.
Прежде всего [скажем, что] город расположен посреди обширной степи, на берегу реки Койсу. Вода и воздух здесь приятны, жители миловидны. Здесь тысяча крытых землей домов, с садами и виноградниками. И всего [имеется здесь] … михрабов и … благоустроенных соборных мечетей.
Это город древний, средоточие мудрых, источник совершенств, обитель поэтов и умиротворенных. Он построен в шестом поясе, и потому ученые обладают мудростью арабов и великими знаниями. Искусные врачи и спускающие [дурную] кровь хирурги [здесь] несравненны. И все население знает языки персов, грузин, черкесов, кумыков, калмыков, кайтаков, моголов, боголов 13, хешдеков, русов, московитов, лезгин, кахтание, кыпчаков, чагатайцев и разных прочих народов и разговаривает [на этих языках].

В одежде у них совершенно отсутствует шелк, ибо они, будучи мужами умеренными, шелка совсем не носят, следуя хадису 18: «Того, кто наряжается в мире сем, да не оденут в мире вечном».
В XVIII в. Якоб Рейнеггс писал об Эндирее как о древней столице Дешт и-Кипчака и принадлежащем татарским принцам

На правом берегу Акташа находится большой открытый город Эндрие, насчитывающий около 3 тыс. домов. Прежде он был известен под названием Баал, Балек или Балх. Он считался этого [188] столицей Дешт-Кипчака и в то же время был, как говорят историки Дербента, резиденцией монгольского принца или Хакан-Башенга. Но он, будучи отстранен от власти, после различных поражений и несчастных войн против арабов, ушел за Терек к Волге. Командир Балека, которого звали Эндрие, защищал город некоторое время, но затем, когда его силы были истощены долгим сопротивлением, заключил мир, принял ислам и получил город в свою собственность. Именно от него город получил свое имя. В настоящее время город и зависящие от него деревни принадлежат разным татарским принцам.

В 1858 году, путешествуя по Кавказу, в ауле Эндирей побывал известный французский писатель Александр Дюма, которому он посвятил несколько строк в своей книге «Кавказ».
«За исключением княжеского дома, все другие дома здесь одноэтажные, с террасой, которая так же оживлена, как и улица; терраса является собственностью, владением и преимущественно местом прогулок женщин. Покрытые длинными чадрами, они поглядывают оттуда на проходящих сквозь подобное бойницам отверстие, охраняющее глаза». «Терраса служит ещё и другой цели: на террасе складывают сено для скота, на ней обычно молотят кукурузу — её развешивают гирляндами перед домом, на вертикальных шестах и горизонтальных веревках. Золотистые стебли кукурузы смотрятся очень эффектно». «Андрей-Аул известен оружейными мастерами: они изготовляют кинжалы, клинки которых имеют особое клеймо и славятся по всему Кавказу. Когда ударят лезвием по медной монете, на ней от простого давления образуется столь глубокий нарез, что клинок поднимает с собой и монету».

### Историки и этнографы
В 1798 году историк, член Академии наук П. Г. Бутков писал: 
В Эндери считают до 3 т. дворов", вооружённых людей могли выставить "со всей волости до 6000; в том числе одна Андреевская деревня, с приписными к ней усадьбами, поставить может до трех тысяч человек. Подвластные им ногайцы кочуют по равнинам между реками Еман-Су и Казмою.
Историк Кавказа С. М. Броневский в 1823 году писал: 
Ендери или Андреевская деревня лежит в горах на речке Акташ, которая пониже оттуда называется Казма, расстоянием 90 верст от Кизляра и в 18 верстах от Аксаевской деревни… Принадлежащий к оной округ простирается извилистою полосою между речками Еман-Су, Казмою и левым берегом Койсы до Каспийского моря, и по ту сторону Койсы верст на десять до рукава Сухой-Койсы… Сей округ больше Аксаевского и пространством и населением. В оном властвуют пять княжеских колен: Казаналиповы, Айдемировы, Темировы, Алишевы, Муртазали-Аджиевы…
Русский историк XIX в. Н. Ф. Дубровин писал, что основанию Эндирея послужили сыновья кумыкского князя Султан-Мута — Айдемиром и Казаналипом, которые переселились в эти местность вместе со своими подвластными людьми из родового аула Чумлы (располагался в 3-х верстах выше Эндерея).
Этнограф Н. Семенов, описывая внешний облик и характер населения Кумыкской плоскости, сообщал, что на ней выделяются три типа — чеченский, ногайский и персидский. В контексте данной информации о жителях Эндирея он сообщил следующее:
<…>В жителях Эндирея и всех мелких аулов самого верхнего пояса плоскости, населённых преимуществу отпрысками чеченского племени, явно проявляется черты характера их родичей — чеченцев.

В Энциклопедическом словаре Ф. А. Брокгауза и И. А. Ефрона говорится:
Андреево селение (Эндери) при р. Акташ в Терской обл. Хасав-Юртовского окр., число домов 704 и жит. об. п. 3996 д. Население составляют кумыки, чеченцы и тавлинцы; 9 мечетей; вверх по реке развалины крепости Внезапной, а по дороге Хасав-Юрт развалины кр. Св. Петра.

Поэт и хранитель старины Адиль-Герей Измаилов в своём историческом сочинении «Тарихи-Эндирей» писал (в 1930-е гг.) об Эндирее XVII века:
Эндирей был крупным городом: один его предел находился в Чумлу, а другой край в местности Гюен-ар… Этот город называли вторым Стамбулом…

## Этимология
В комментариях к произведению «Тарихи Эндирей» («История Эндирея)» в сборнике «Дагестанские исторические сочинения» авторы приводят полный список версий происхождения названия:
О происхождении топонима существует ряд весьма разноречивых мнений и предположений, согласно которым этот населённый пункт:
а) назван по имени беглого донского казачьего атамана из «Ермаковых скопищ Андрея, якобы основавшего новое село ( по другим версиям — нашедшего в I554 г. на западных берегах Каспия опустевший каменный городок), в котором поселился сам первым и «в свое имя назвал» (Татищев. Лексикон, с. 162-163, 247; [206] Болтин. Примечания, т.1, с. 48, 343-344; Шидловский. Записки, с. 191; Шихалиев. Рассказ кумыка, с. 163).
Первым эту версию выдвинул В.Н. Татищев и вслед за ним — И.Н. Болтин (первой стала публикация И.Н. Болтина, который исходил из рукописных материалов В.Н. Татищева).
Однако некоторые современные исследователи склонны видеть в топониме Андрей (Андреева деревня, Андрейаул) «искаженное русскими название кумыкского аула Эндери» (см.: Виноградов, Магомадова. О месте, с. 37). Впрочем, об этом же писали еще раньше дореволюционные авторы Г.Ф. Миллер, И.Л. Дебу, А.П. Берже и др. (см.: Гербер. Известие, с. 41; Дебу. О Кавказской линии, с. 94; Берже. Чечня, с. 130). Следует отметить также, что утверждение В.Н. Татищева и И.Н. Болтина не документировано и противоречиво;
б) назван по имени русского охотника Андрея, якобы жившего здесь (предание жителей Эндирея, зафиксированное нами в 1980 г.). Предание это, по всей вероятности, имеет позднейшее происхождение и является книжным заимствованием;
в) назван по имени армянина Андрея, видимо первого поселенца, так как тут первоначально проживали якобы армяне (эрмелилер) (наш полевой материал, 1983 г.; см. также: Кирюхин. Русский фольклор, с. 170). Однако известно, что армяне были поселены на Северном Кавказе лишь в начале XVIII в., а населённый пункт под названием Эндирей существовал по крайней мере еще в XVI в. — во времена Солтанмута;
г) назван по имени одного из кумыкских князей Тарковского шамхальства — Эндери, который якобы был владельцем земли в этом месте (сообщение местного краеведа Г. Яковчука);
д) назван по имени правителя древнего дагестанского города Балха — Эндир или Эндирей («Дербенд-наме», список 1099/1687-88 г.: ОР ГПБ, Дорн 541, л.24б; см. также Румянцевский список, л.4а, 12а);
е) назван по имени Индербая, человека из племени тюмен, который, предав своих соплеменников, якобы помог гюенам уничтожить их (предание местных жителей; Гаджиева. Кумыки, с. 193-194);
ж) образован от кумыкских лексических основ индыр/инныр («ток, гумно, место для молотьбы урожая») и ай («месяц»), т.е. топоним означает «месяц молотьбы», так как жители этого села во времена монголов якобы убирали хлеб по ночам, опасаясь нападений врагов (предание местных жителей; Берже. Чечня, с. 130; Гаджиева. Материальная культура, с. 34; Виноградов, Магомадова. О месте, с. 37; Лавров. Топонимические заметки, с. 211);
з) образован от словосочетания эндир бай / индыр бай («богатый обмолот») (Гаджиева. Материальная культура, с. 34);
и) образован от основ эн и дарай/дерей (виды шелковой ткани), так как среди главных предметов торговли в этом селе в средневековье якобы были шелк и шелковые ткани (см.: Таймасханова. К истории, с. 113). Это предположение, однако, не согласуется с сообщением Эвлия Челеби, посетившего этот «город» в XVII в. и написавшего о том, что в одежде эндирейцев «совершенно отсутствует шелк, ибо они... шелка совсем не носят» (Эвлия Челеби. Книга, вып.2, с. 115); трудно представить, что они не носили шелка, а лишь продавали его;
к) образован от тюркских основ эк («широкий») и дере («долина»), т.е. «аул, расположенный в широкой долине» (сообщение лингвиста К.Ш. Микаилова; Атаев. Из истории, с. 96);
л) возводится к монгольскому слову ундэр («высокий»; «возвышенность, высота»), так как в прошлом это село якобы располагалось на возвышенности (Таймасханова. К истории, с. 114);
м) является этнотопонимом, связанным с древним тюркским этнонимом эндер (Кадыраджиев. Географическая локализация, с. 116; он же. К этимологии, с. 122). К.с. Кадыраджиев относит его к булгарскому пласту топонимики Дагестана;
н) является реликтом древнейшего хазарского топонима Семендер. Как считает историк М.И. Артамонов, исходя из созвучия, название аула Эндери «можно принять за единственный пока реальный остаток древней хазарской столицы Семендера». Мнение это поддержано Г.с. Федоровым (Артамонов. Очерки, с. 97; Федоров. К вопросу, с. 307);
о) соотносится, по мнению краеведа Г. Керимова, с древнетюркским словом андырай («граница»). Вероятно, пишет он, что Эндирей в далекие времена находился на границе с другими племенами и поэтому получил такое наименование. Следовало бы отметить, однако, что такая семантика самого слова andiraj сомнительна и в словаре оно указано с соответствующей пометкой (см.: Древне-тюркский словарь, с. 44).

Можно привести и другие варианты объяснений ойконима. Однако из-за обилия попыток его толкований проблема происхождения названия этого известного села только усложняется. Здесь как нельзя более подходит высказывание В.А. Никонова о том, что «надежность этимологии обратно пропорциональна их количеству» (Никонов. Этнонимия, с. 25).
По версии кизилюртовского краеведа Садрутдина Адилова название произошло от стяжательного сочетания кумыкского слова эниш и персидско-турецкого дере: Энишдере/Эндере/Эндирей, со значением — «Нижняя (по отношению к верховьям реки Акташ) или широкая долина».

## Кварталы в Эндирее
Согласно М. Б. Лобанова-Ростовского в Эндирее было пять кварталов (аулов), четыре из которых назывались «по фамильным именам четырёх древних княжеских семей», а пятый аул — «называемый Салааул» — был обитаем сала-узденями. В 1848 году Д-М. Шихалиев в Эндирее находит 14 кварталов:
- 1. Тюмень.
- 2. Тюмень-чогьар.
- 3. Адиль-Гирей-чогьар.
- 4. Мух-аул (он принадлежал роду Казаналиповых).
- 5. Гуен.
- 6. Айдемир-аул.
- 7. Кумаш-аул.
- 8. Борагьан-аул (он принадлежал роду Айдемировых).
- 9. Сала-аул.
- 10. Темир-чогьар (он принадлежал роду Темировых).
- 11. Большой Урусхан-аул.
- 12. Малый Урусхан-аул. (оба они принадлежали княжескому роду Урусхановых).
- 13. Ачаган-аул (составлял квартал одного чанки).
- 14. Альбюрю-аул (прин. роду Муртазали-Аджиевых)[57].

В. Гаджиев пишет, что по одним из данных, Эндирей был образован жителями нескольких аулов, названия которых сохраняются в названиях кварталов Гуен-аул, Сала-аул, Мычыгъыш-аул (чеченский), Джуфут-аул (еврейский) и пр. Информация подтверждается также у Н. Грена, который сообщал, что Эндирей делится на кварталы, которые назывались гузский, кумыкский, чеченский, еврейский и др.
Н. Семёнов в своем труде «Туземцы Восточного Кавказа» отмечал, что Эндирей делился на больших четыре квартала, два из которых назывались Тюмен-аул (Туман-аул) и Гуэн-аул. По сведениям Семёнова тюменцы переселились на место нынешнего Эндирея с верховий реки Акташ, из местности под названием Чумлы. Небольшие группы тюменцев также были разбросаны по Кумыкской плоскости. Далее называются кварталы Бораган-аул (бораган — этноним, оставивший след от Крыма до Каспия) и теркеменский квартал (население которого — выходцы из разных мест, преимущественно из Персии).
Гуэны или гуэнцы, также многочисленные и населявшие многие селения плоскости, считали себя аборигенами страны, не оспаривая старшинства поселения у тюменов. Тюмены выводили себя из «татарских» (кипчакских) народностей, гуэнцы же — гуннского или чеченского происхождения. Версия о чеченском происхождении гуенов (из аула Гуни) была высказана Семёновым и П. И. Ковалевским. Другие исследователи считают гуенов прямыми потомками кавказских гуннов. Ягуб-бек Лазарев (XIX в.), основываясь на сведениях армянских источников, в работе «О гуннах Дагестана» отождествлял гюенов с гуннами и указывал на то, что этот этноним известен на Восточном Кавказе (Дагестан) со времен мидян. Н. Ходнев также считает гуенов потомками гуннов Прикаспия.
Ногайцы называли Эндирей в XIV—XV веках «Гуенской крепостью» — Гуен Кала; гуены проживали, по данным разных источников, от Гумбета до Терека..

## Население
| \| 1889[64] \| 1914[65] \| 1926[66] \| 1939[67] \| 1970[68] \| 1989[69] \| 2002[70] \| \| -------- \| -------- \| -------- \| -------- \| -------- \| -------- \| -------- \| \| 4037 \| ↘3417 \| ↘2565 \| ↘2109 \| ↗3074 \| ↗3781 \| ↗6465 \| \| 2010[71] \| 2012[72] \| 2013[73] \| 2014[74] \| 2015[75] \| 2016[76] \| 2017[77] \| \| ↗7437 \| ↗7556 \| ↗7673 \| ↗7744 \| ↗7863 \| ↗7970 \| ↗8105 \| \| 2018[78] \| 2019[79] \| 2020[80] \| 2021[81] \| 2023[82] \| 2024[83] \| 2025[6] \| \| ↗8195 \| ↗8250 \| ↗8315 \| ↗9373 \| ↗9436 \| ↗9519 \| ↗9573 \| 1000 2000 3000 4000 5000 6000 7000 8000 9000 10 000 1889 1989 2014 2019 2025 |       |       |       |       |       |       |
| 1889 | 1914  | 1926  | 1939  | 1970  | 1989  | 2002  |
| 4037 | ↘3417 | ↘2565 | ↘2109 | ↗3074 | ↗3781 | ↗6465 |
| 2010 | 2012  | 2013  | 2014  | 2015  | 2016  | 2017  |
| ↗7437 | ↗7556 | ↗7673 | ↗7744 | ↗7863 | ↗7970 | ↗8105 |
| 2018 | 2019  | 2020  | 2021  | 2023  | 2024  | 2025  |
| ↗8195 | ↗8250 | ↗8315 | ↗9373 | ↗9436 | ↗9519 | ↗9573 |

Национальный состав
В 1870 году в Терской области были проведены административные преобразования. И по сведениям 1874 года селение Андреево находилось в составе Хасавюртовского округа, а население его составляли кумыки (подавляющее большинство), чеченцы и тавлинцы (горцы). В XVIII веке здесь проживало около 80 семей кавказских евреев, в 1867 году — 23 еврейских семьи (около 4 % от общего населения аула), а после революции и гражданской войны в Эндирее не осталось еврейских семей.
Национальный состав
По данным Всесоюзной переписи населения 1926 года:
| № | Национальность | Численность, чел. | Доля   |
| - | -------------- | ----------------- | ------ |
| 1 | кумыки         | 2493              | 97,2 % |
| 2 | аварцы         | 68                | 2,65 % |
| 3 | чеченцы        | 3                 | 0,1 %  |
| 4 | персы          | 1                 | 0,05 % |

По переписи 2002 года:
- кумыки — 6025 чел (93,1 %)
- аварцы — 346 чел. (5,3 %)
- даргинцы — 69 чел. (1,1 %)
- чеченцы — 13 чел. (0,2 %)
- лакцы — 8 чел. (0,1 %)
- русские — 7 чел.(0,1 %)

По данным Всероссийской переписи населения 2021 года:
| №        | Национальность | Численность, чел. | Доля    |
| -------- | -------------- | ----------------- | ------- |
| 1        | кумыки         | 9 223             | 98,39 % |
| 2        | аварцы         | 122               | 1,30%   |
| 2.000001 | прочие         | 28                | 0,29 %  |
| 2.000002 | всего          | 9 373             | 100 %   |